# کانا ایچینوسه
کانا ایچینوسه (انگلیسی: Kana Ichinose؛ زادهٔ ۲۰ دسامبر ۱۹۹۶) صداپیشه اهل هوکایدو، ژاپن است.